# SomTV
SomTV es un servicio de televisión por suscripción andorrano distribuido por la empresa estatal Andorra Telecom, de la plataforma española Movistar Plus+, propiedad de Telefónica.
El servicio ofrece canales de la proveedora española de televisión por suscripción Movistar Plus+, con una gran variedad de canales variados de Andorra (la única televisora de este micro-Estado, ATV), España (en español y catalán), Francia, Portugal y varios países más.
Además a través de esta plataforma se ven todos los canales de TV que emiten a nivel nacional en TDT en Andorra, España, Francia y a nivel autonómico de Cataluña. 